# Високосний рік
Високо́сний рік (лат. bis sextus — «другий шостий»; заст. укр. пере́ступний рік, кас'янів рік) — календарний рік, кількість днів у якому становить 366 — на одну добу більше, ніж у звичайному (невисокосному) році. Причиною його запровадження стало розуміння того факту, що пори року змінюються з періодом, який становить не рівно 365 діб, а дещо більше — 365,24219 доби. Щоб врахувати цю дробову частину, доводиться час від часу робити поправку, додаючи до року ще один день. У юліанському та григоріанському календарях цей день додають у лютому, і тоді лютий триває не 28, а 29 днів. Українською мовою рік називають «високосний» (від лат. bis sextus, тобто «другий шостий», бо в давньоримському календарі в такий рік двічі повторювався шостий день до березневих календ — 24 лютого), або «переступний» (бо в цей рік свята «переступають» на один додатковий день тижня), або «касіянів» чи «кас'янів рік» (на честь дня преподобного Касіяна 29 лютого).
Якби тривалість року складала 365,25 днів, то додатковий день набігав би кожні чотири роки, — і саме на такому припущенні ґрунтується юліанський календар, який використовувався в середньовічній Європі й досі використовується деякими православними церквами (в тому числі УПЦ (МП)). Реальна тривалість року у днях трохи менша, тому додатковий день треба додавати дещо рідше. Цю проблему по-різному розв'язують григоріанський і новоюліанський календарі. Григоріанський календар використовується в цивільному житті в більшості країн світу. Він не вважає високосними ті роки, номери яких діляться на 100, але не діляться на 400. (Наприклад, роки 1600 і 2000 — високосні, а 1700, 1800 і 1900 — невисокосні, бо не діляться на 400, попри те, що діляться на 4.) Новоюліанський календар має складніший алгоритм розрахунку високосних років серед тих років, номери яких діляться на 100. Він є дещо точнішим за григоріанський і використовується більшістю православних церков (в тому числі, ПЦУ). Григоріанський і новоюліанський календарі обидва мають дуже високу точність, і з 1600 по 2800 рік вони збігатимуться між собою. Натомість юліанський календар в XX—XXI століттях відрізняється від них на 13 днів.
Тривалість дня також час від часу коригується шляхом додавання високосної секунди до всесвітнього координованого часу (UTC) через коливання періоду обертання Землі. На відміну від високосних днів, високосні секунди не вводяться в регулярний розклад, оскільки коливання тривалості дня не зовсім передбачувані.

## Назва
Термін «високосний рік» походить від лат. bis sextus — «другий шостий». Цей термін пов'язаний з тим, що в першій версії юліанського календаря, впровадженій Юлієм Цезарем, додатковий день не вставлявся в кінець лютого, а натомість двічі повторювався день 24 лютого, який називався «шостим днем до березневих календ». Ця латинська назва bis sextus при переході в українську мову зазнала змін через зближення з прикметником «висо‌кий», що могло бути пов'язано з народноетимологічним виведенням слова з того, що рік «вищий» на один день.
В українській мові високосний рік також називають переступним роком. Історично ця назва пов'язана з тим, що в невисокосні роки календарні свята зсуваються на 1 день тижня щороку (365 при діленні на 7 має залишок 1), а у високосний рік — одразу на 2 дні, як би «переступаючи» через день. Аналогічну назву має високосний рік і в англійській мові, — «leap year», — буквально «перестрибуючий рік».
Ще одна поширена в Україні назва високосного року, — кас'янів рік або касіянів рік, — пов'язана з днем преподобного Касіяна, який православна церква святкує 29 лютого, раз на 4 роки.

## Юліанський календар
До 45 року до н. е. римляни користувалися так званим римським календарем, який не був ні суто місячним, ні суто сонячним. Він мав роки змінної довжини (з додатковим інтеркалярним місяцем в кожному другому році), а середня тривалість року становила 366,25 доби. Це на добу довше, ніж правильне астрономічне значення, і тому цей календар потроху розходився з порами року.
45 року до н. е. Юлій Цезар реформував римський календар, зробивши його суто сонячним календарем і таким чином усунувши потребу в інтеркалярних місяцях. Його правило щодо високосних років було простим: кожні чотири роки додавати високосний день. Цей алгоритм дає прийнятне наближення для довжини року: юліанський рік триває 365,25 днів, середній тропічний рік — близько 365,24219 днів (365 діб 5 годин 48 хвилин 45 секунд). На перший час ця поправка усунула проблему зсуву дат календаря. Однак різниця між юліанським роком і середнім тропічним роком в 11 хвилин 15 секунд за кожні 128 років складалася приблизно в одну добу. Наприкінці XV сторіччя (через 1600 років після запровадження юліанського календаря) різниця досягла дванадцяти днів. Тоді католицька церква, занепокоєна збільшенням розбіжності між березневим рівноденням і 21 березня, провела календарну реформу й перейшла на Григоріанський календар.
До того, як Цезар створив юліанський календар, лютий був найкоротшим місяцем року для римлян. У римському календарі (після реформи Нуми Помпілія, яка створила місяці січень і лютий), усі місяці, крім лютого, мали непарну кількість днів – 29 чи 31. Це було пов'язано з римським повір'ям, що парні числа нещасливі. Коли Цезар змінив календар, щоб точно слідувати сонячному року, він зробив, щоб усі місяці мали 30 або 31 день, залишивши лютий незмінним, за винятком високосних років.

## Григоріанський календар

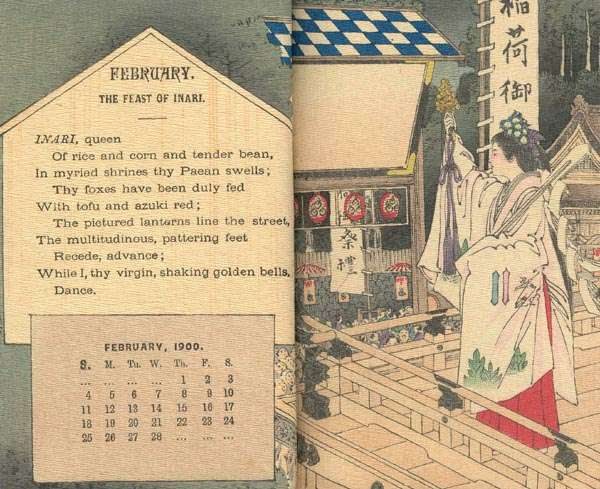
Календар на лютий 1900 року показує, що 1900 рік не був високосним

Григоріанський календар був розроблений таким чином, щоб весняне рівнодення припадало на 21 березня або близько до нього, щоб дата Великодня (відзначається в неділю після повного місяця, який припадає на 21 березня або пізніше) залишалася близькою до весняного рівнодення. Він був вперше запроваджений у католицьких країнах наприкінці 1582 року з ініціативи папи Григорія XIII, а з часом на нього перейшла більшість країн світу. В Україні його було введено 16 лютого 1918 року за старим (юліанським) стилем — цей день став 1 березня за новим календарем.
У григоріанському календарі, високосні роки визначаються таким чином: кожен рік, який ділиться на чотири, є високосним, за винятком років, які діляться на 100, але не діляться на 400. Наприклад, 1700, 1800 і 1900 роки невисокосні, а 1600 і 2000 — високосні. За таким алгоритмом повний високосний цикл повтору високосних років становить 400 років, тобто 146 097 днів, а середня кількість днів у році складає 365 + 1⁄4 − 1⁄100 + 1⁄400 = 365 + 97⁄400 = 365,2425 днів. Це дає набагато краще наближення до довжини середнього тропічного року (365,2422 днів), ніж юліанський календар (365,25 днів).

## Мусульманський календар
У мусульманському календарі, що побудований за місячним циклом, додатковий (інтеркалярний) день вводиться для втримання молодика поблизу 1-го числа місяця. Цей день додається до місяця зуль-хіджа.
Наразі для розрахування високосних років застосовуються так звані «арабський цикл» та «турецький цикл». Арабський цикл заснований на 30-річній послідовності й високосними вважаються кожний 2, 5, 7, 10, 13, 16, 18, 21, 24, 26 та 29-й роки циклу. У 8-річному «турецькому циклі» високосними вважаються 2, 5 та 7-й роки циклу.

## Традиції

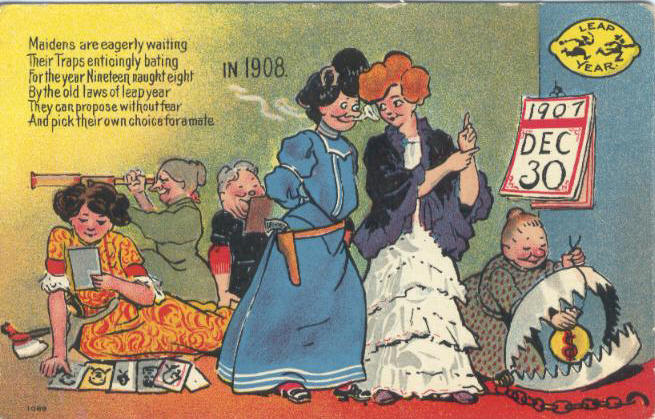
На листівці жінки очікують на високосний рік, щоб освідчитись чоловікам.

Люди, народжені 29 лютого, як правило, в невисокосні роки святкують свої дні народження 28 лютого або 1 березня. В деяких країнах таке перенесення дня народження регламентується окремими законами: наприклад, в Тайвані в такому випадку днем народження в невисокосний рік визначається 28 лютого, а в Гонконзі — 1 березня.
В Ірландії та Британії існує традиція, згідно з якою жінки можуть пропонувати чоловікам шлюб лише у високосні роки. У деяких місцях традиція додатково посилюється обмеженням освідчень жінок одним тільки високосним днем 29 лютого або до середньовічним високосним днем 24 лютого. У Фінляндії за традицією, якщо чоловік відмовився від пропозиції жінки у високосний день, він повинен купити їй тканину для спідниці.
Французька сатирична газета «La Bougie du Sapeur» виходить 29 лютого, лише у високосні роки, що робить її газетою з найнижчою періодичністю виходу в світі.
У лютому 1988 року місто Ентоні в США оголосило себе «світовою столицею високосного року» і відтоді відзначає 29 лютого регулярними фестивалями.